# Il treno di Lincoln
Il treno di Lincoln (The Lincoln Train) è un racconto breve di fantascienza ucronica del 1995 scritto da Maureen F. McHugh.
L'opera ha vinto nel 1996 il Premio Hugo per il miglior racconto breve e il Premio Locus per il miglior racconto breve; nel 1995 era stata anche candidata al Premio Nebula per il miglior racconto breve.
Nella sua lettera che accompagna il racconto nel volume 31 della raccolta Nebula Awards, Maureen McHugh afferma che originariamente intendeva scrivere una storia dal punto di vista di Lincoln, ma dopo aver letto i suoi discorsi e le sue lettere, si è sentita incapace di "catturare l'uomo sulla carta" e così lo ha tenuto "dietro le quinte".

## Storia editoriale
Fu pubblicata per la prima volta nel numero dell'aprile 1995 della rivista The Magazine of Fantasy and Science Fiction, in seguito è stato incluso in varie antologie, tra queste:  Nebula Awards 31 (1997) e Alternate Tyrants (1997).
La traduzione in italiano di Gloria Barberi fu pubblicata nel novembre 1999 nell'antologia I Premi Hugo 1995-1998, volume n. 33 della collana Grandi Opere Nord e nel novembre 2009 nell'antologia Il meglio della SF / II (Best of the Best: 20 Years of the Year's Best Science Fiction, 2005), volume n. 49 della collana Millemondi.

## Trama
L'opera è ambientata in un Nord America alternativo, il punto di divergenza si verifica il 14 aprile 1865, quando la pallottola di John Wilkes Booth non uccide Abraham Lincoln ma lo rende un vegetale incapace di governare la nazione.
Il Segretario di Stato William H. Seward, divenuto il vero decisore politico nazionale, organizza una dura politica di deportazione dei civili Sudisti che avevano posseduto schiavi verso i territori occidentali, lungo un nuovo sentiero delle lacrime dove molti di loro vengono lasciati morire di fame e malattie.
La storia segue Clara Corbett, un'adolescente del Mississippi che viene allontanata con la forza dalla sua casa dopo la fine della guerra civile americana.
Clara, che proviene da una famiglia di proprietari di schiavi, sta salendo sul treno con sua madre quando quest'ultima muore improvvisamente; rimasta sola, Clara viene avvicinata da Elizabeth Loudon e le due viaggiano insieme fino a Saint Louis.
Clara inizialmente teme che Elizabeth sia un'avventuriera  che la rapirà e la porterà in un bordello di New Orleans, ma in realtà è una quacchera, membro di una rete di Underground Railroad che soccorre le persone nella situazione di Clara e che l'aiuteranno a raggiungere la casa di sua sorella Julia nel Tennessee, sua destinazione finale.
Grata, Clara si offre collaborare con i quaccheri, tuttavia, Elizabeth la respinge, affermando freddamente "Non abbiamo schiavisti tra le nostre file".
La brevità della storia e il limite del suo punto di vista narrativo a una ragazza di una provincia remota, non consentono di approfondire l'esame di questa storia alternativa.
Ci sono vari riferimenti al Territorio dell'Oklahoma, ma non è esistita alcuna entità del genere fino al 1890, all'epoca in cui è ambientata la storia esistevano il Territorio indiano e la Terra di nessuno.